# Kory Lichtensteiger
Kory Adam Lichtensteiger (* 22. März 1985 in Van Wert, Ohio) ist ein ehemaliger US-amerikanischer American-Football-Spieler auf der Position des Guards und Centers. Er spielte bei den Denver Broncos, den Minnesota Vikings sowie den Washington Redskins in der National Football League (NFL).

## College
Lichtensteiger besuchte die Bowling Green State University und spielte für deren Mannschaft, die Falcons, erfolgreich College Football, wobei er unterschiedliche Positionen in der Offensive Line bekleidete. 

## NFL

### Denver Broncos
Beim NFL Draft 2009 wurde er in der 4. Runde als insgesamt 108. Spieler von den Denver Broncos ausgewählt. Bereits in seinem Rookiejahr kam er in allen Spielen zum Einsatz, vor allem in den Special Teams und bei Situationen in der eigenen Red Zone. In der Preseason 2009 wurde er von den Broncos entlassen.

### Minnesota Vikings
Am 6. September 2009 wurde er von den Minnesota Vikings verpflichtet, am 29. September 2009 allerdings bereits wieder entlassen, ohne einen einzigen Einsatz absolviert zu haben.

### Washington Redskins
Im Januar 2010 erhielt Lichtensteiger einen Vertrag bei den Washington Redskins. In der darauffolgenden Saison lief er in jedem Spiel als Starting Left Guard auf.
Wegen eines Kreuzbandrisses war die Spielzeit 2011 für ihn bereits nach fünf Partien zu Ende.
Seit 2014 wird er als Center eingesetzt. Wegen einer Verletzung im Schulter- bzw. Nackenbereich konnte er 2015 nur fünf Spiele bestreiten.
Auch 2016 blieb ihm das Verletzungspech treu. Wegen einer hartnäckigen Wadenverletzung konnte er nur dreimal auflaufen.
Am 10. Februar 2017 gab Lichtensteiger seinen Rücktritt bekannt.